# Neptis fridolini
Neptis fridolini är en fjärilsart som beskrevs av Hans Fruhstorfer 1907. Neptis fridolini ingår i släktet Neptis och familjen praktfjärilar. Inga underarter finns listade i Catalogue of Life.